# Olger B. Burtness

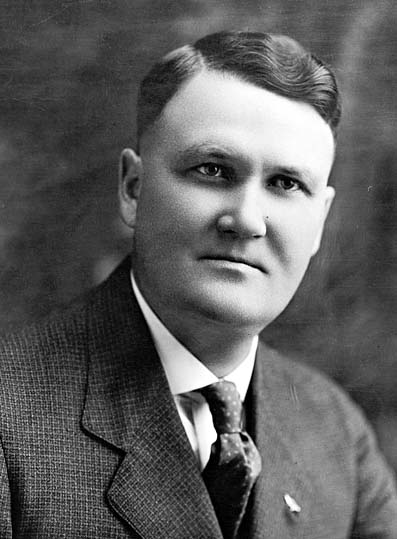
Olger B. Burtness (1923)

Olger Burton Burtness (* 14. März 1884 in Mekinock, Grand Forks County, North Dakota; † 20. Januar 1960 in Grand Forks, North Dakota) war ein US-amerikanischer Politiker. Zwischen 1921 und 1933 vertrat er den ersten Wahlbezirk des Bundesstaats North Dakota im US-Repräsentantenhaus.

## Frühe Jahre und politischer Aufstieg
Olger Burtness besuchte die öffentlichen Schulen seiner Heimat und danach die University of North Dakota, an der er bis 1907 unter anderem Jura studierte. Nach seiner Zulassung als Rechtsanwalt übte er diesen Beruf in Grand Forks aus. Burtness wurde Mitglied der Republikanischen Partei. Zwischen 1911 und 1916 war er Staatsanwalt im Grand Forks County. In den Jahren 1916, 1936 und 1948 war er Delegierter auf den jeweiligen Republican National Conventions. Zwischen 1919 und 1920 war er Abgeordneter im Repräsentantenhaus von North Dakota.

## Kongressabgeordneter
Bei den Kongresswahlen des Jahres 1920 wurde Burtness als Nachfolger von John Miller Baer in das US-Repräsentantenhaus gewählt. Nach einigen Wiederwahlen konnte er dort zwischen dem 4. März 1921 und dem 3. März 1933 insgesamt sechs Legislaturperioden absolvieren. Für die Wahlen des Jahres 1932 wurde er von seiner Partei nicht mehr nominiert; daher musste er im März 1933 aus dem Kongress ausscheiden.

## Weiterer Lebenslauf
Nach seiner Zeit in Washington arbeitete Burtness wieder als Rechtsanwalt. In den Jahren 1936 und 1937 war er auch Anwalt der Stadt Grand Forks. Von 1950 bis zu seinem Tod im Jahr 1960 war er Richter im ersten juristischen Bezirk von North Dakota.